# Carmen Haro de Arellano
Carmen Haro de Arellano (1847 - segle XX) fou una feminista vinculada a la Revista de Castellón.

## Biografia
Encara que no tenim moltes dades d'aquesta dona, sí que comptem amb els seus dos articles publicats en la Revista de Castellón l'any 1883. Si considerem que en el llenguatge de cadascú estan dipositades les representacions, percepcions i desigs propis del món que a cada subjecte li envolta, en realitat sí que saben molt de Carmen Haro: una dona que parla amb la seva pròpia veu, sense intermediaris, per ella mateixa i que denuncia les relacions desiguals de poder de la societat patriarcal instaurada pel liberalisme.
La Revista de Castellón, publicada entre 1884 i 1887, era una de les més prestigioses revistes on escrivien polítics i intel·lectuals republicans, tant de Castelló com d'altres llocs d'Espanya. Diverses firmes femenines van donar la seua opinió en aquesta revista, com Dolores Larrosa, que considerava imprescindible la instrucció de les dones per a poder treballar si eren solteres o es quedaven vídues, o Aurelia Castillo, que s'atrevia a afirmar que les dones influïdes per la moda i els figurins no es dediquen a il·lustrar-se i el marit es cansa d'elles per l'estèril intel·ligència que mostren.
Però la dona que creiem que té uns plantejaments totalment feministes, que cerca per a les dones una habitació pròpia, diferent a la dels homes, és Carmen Haro, que va enviar des de Sant Mateu dos articles a la Revista de Castellón. El primer, l'1 d'agost de 1883 i el segon l'1 de setembre del mateix any. La llàstima és que n'anunciava un altre on assegurava que parlaria de les dones, que no s'ha trobat. No sabem si hi va actuar la censura pel caràcter transgressor del seus primers articles o no es va publicar per circumstàncies personals de l'autora.
Carmen Haro en el seu article, que titulava Dios y los hombres…(y la mujer), on creiem que el parèntesi indica simbòlicament la inferioritat en què ella creia que la societat liberal havia deixat a les dones, mostra coneixements de Rousseau quan acusa els homes que s'han cregut que són els únics éssers vivents dotats de raó, ferma voluntat i reflexió. Destaca la gran contradicció en la que van caure els il·lustrats: qüestiona el poder de l'estat, però no el patern, i així assegura que els homes han fabricat la llei per la qual en tots els pobles es converteixen els marits en els caps de la família; açò és una voluntat única, que quan s'aplica a l'estat ells diuen despotisme i tant han lluitat per ella i quan s'aplica a la família la consideren natural. Els homes s'han atorgat els atributs de perfectibilitat, moralitat, sociabilitat, educabilitat, activitat. Però són injustos amb les dones quan pregonen «El hombre fue criado libre» «¿Qué entendéis por hombre? ¿El hombre completo, esto es, hombre y mujer? ¿O sólo la mitad del género humano?» Suposa Carmen Haro que l'home i la seua companya, per tant, ha de tenir igual llibertat per a realitzar la missió que té encomanada i això no s'ha fet.
Carmen Haro es converteix en un subjecte discrepant, que denuncia des de la frontera del poder patriarcal el cercle de ferro en què el usos i costums socials han obligat les dones a desenvolupar papers que considera ridículs i infames.
Des de la filosofia i les lleis fetes pels homes ens obliguen a obeir: 
```
«La sumisión es la condición propia de la mujer. ¡¡¡Y sin embargo tenemos la misión de llevar en nuestro seno y dar a luz al que ha de esclavizarnos!!!».
```

Però Carmen Haro, com altres dones, amenaçarà amb una frase de Montesquieu, precursora dels futurs moviments feministes: 
```
“Una injustícia feta a l'individu és una amenaça contra tota la societat”.
[
1
]
```